# Eremocoris plebejus
Eremocoris plebejus ist eine Wanze aus der Familie der Rhyparochromidae.

## Merkmale
Die Wanzen werden 5,0 bis 7,1 Millimeter lang. Sie haben wie alle Arten der Gattung Eremocoris rötlich braune Vorderflügel, die auf der Membrane, angrenzend an den Cuneus ein Paar halbkreisförmiger weißer Flecken tragen. Eremocoris plebejus hat zwei große und mehrere kleine Dornen auf den Schenkel (Femora) der Vorderbeine und trägt lange, aufrechte Haare auf den Schienen (Tibien), die bis zu doppelt so lang sind, wie die Schienen breit sind. Eremocoris podagricus trägt kürzere Haare an den Schienen, die ungefähr gleich lang sind, wie die Schienen breit. Alle Imagines sind makropter, haben also voll entwickelte Flügel und sind flugfähig.

## Verbreitung und Lebensraum
Die Art ist in Europa vom Polarkreis bis in den nördlichen Mittelmeerraum verbreitet. Im Osten reicht das Verbreitungsgebiet bis nach Sibirien, China und Japan, sowie zum Kaukasus. Die Art ist in Mitteleuropa weit verbreitet und häufig. Man findet sie in den Alpen bis 1000 Meter Seehöhe. Die Wanze ist ein typischer Bewohner trockener, lichter Kiefernwälder mit sandigem, oder kalkigem Boden. Dort findet man sie zwischen Besenheide (Calluna vulgaris) und Heidelbeeren (Vaccinium) im Rohhumus und in Moosen, aber auch in der Bodenstreu von anderen Nadelbäumen, wie etwa Fichten (Picea) oder Wacholder (Juniperus).

## Lebensweise
Die Tiere klettern nur selten auf die Pflanzen. Sie saugen unter anderem an Kiefernsamen, entsprechend findet man sie häufig an am Boden liegenden Zapfen. Die Imagines überwintern und paaren sich ab Mai. Die Nymphen häuten sich ab August zu Adulten. In günstigen Jahren kann auch eine unvollständige zweite Generation ausgebildet werden, deren Nymphen dann im vierten oder fünften Stadium überwintern.

## Belege